# Snyder-Robinson-Syndrom
Das Snyder-Robinson-Syndrom ist eine sehr seltene angeborene Erkrankung mit den Hauptmerkmalen geistige Behinderung, Muskelhypotonie, Gangunsicherheit, Osteoporose, Kyphoskoliose und Asymmetrie des Gesichtes.
Synonyme sind: englisch mental retardation, X-linked, syndromic, Snyder-Robinson type; Snyder-Robinson X-linked mental retardation syndrome; spermine synthase deficiency
Die Bezeichnung bezieht sich auf die Autoren der Erstbeschreibung aus dem Jahre 1969 durch R. D. Snyder und A. Robinson.

## Verbreitung
Die Häufigkeit wird mit unter 1 zu 1.000.000 angegeben, die Vererbung erfolgt X-chromosomal-rezessiv.

## Ursache
Der Erkrankung liegen Mutationen im SMS-Gen an der Location Xp22.11 zugrunde, was für die Spermin-Synthase kodiert.

## Klinische Erscheinungen
Klinische Kriterien sind:
- Asthenischer Körperbau
- Entwicklungsverzögerung bis zur geistigen Behinderung
- Gesichtsauffälligkeiten mit auffallender Unterlippe
- ungewöhnliche Sprache
- Kyphoskoliose
- Osteoporose mit erhöhtem Risiko von Knochenbrüchen, Gelenkkontrakturen

## Diagnose
Der klinische Verdacht kann molekulargenetisch gesichert werden.

## Differentialdiagnose
Differentialdiagnostisch abzugrenzen sind:
- Monoaminoxidase-A-Mangel[6]
- Glycerol-Kinase-Mangel
- Prader-Willi-Syndrom
- Rett-Syndrom